# 시베리아갈색레밍
시베리아갈색레밍(Lemmus sibiricus)은 비단털쥐과에 속하는 설치류의 일종이다. 러시아에서 발견된다. 겨울에 겨울잠을 자지 않는다. 굴을 파고 생활한다. 시베리아갈색레밍은 흰올빼미와 북극여우를 포함한 여러 동물의 먹이이다. 개체군 크기의 진폭이 큰 것으로 알려져 있다.